# Wawa jezik
Wawa jezik (ISO 639-3: www), nigersko-kongoanski jezik mambiloidne skupine, kojim govori 3 000 ljudi (1991 SIL) u trinaest sela u kamerunskoj provinciji Adamawa.
Zajedno s jezikom vute [vut] pripada podskupini vute, široj skupini suga-vute. Pripadnici etničke grupe Wawa čine stariji sloj stanovništva koji je tu živio prije dolaska naroda Fulbe, čiji je jezik fulfulde [fub], također u upotrebi među Wawama. Dijlekt: gandua.

## Vanjske poveznice
- Ethnologue (14th)
- Ethnologue (15th)